# Abbo Aboubakar
Pour les articles homonymes, voir Aboubakar.
Abbo Aboubakar, né en 1960, est un homme politique camerounais.

## Biographie
Abbo Aboubakar est né dans l'arrondissement de Belel, dans le département de la Vina, région de l'Adamaoua.

### Carrière professionnelle
Depuis le 9 juin 2017, Abbo Aboubakar est le président du Conseil d’administration de l'entreprise de transport ferroviaire Cameroon Railways corporation (Camrail).
Diplômé de l’École nationale d'administration et de magistrature (Cameroun), Abbo Aboubakar était avant sa nomination, attaché dans les services du Premier ministre. Il a occupé le poste de chargé d’études dans cette administration qu’il a intégré en 2003.
Avant d’intégrer la primature, Abbo Aboubakar a été cadre au ministère de l’élevage, des pêches et des industries animales.
Maire de Belel, il est l'initiateur du projet de 50 logements sociaux qui seront affectés prioritairement aux fonctionnaires de son arrondissement.

### Carrière politique
En 2013, lors des dernières élections municipales, Abbo Aboubakar est élu maire de la commune d’arrondissement de Belel, dans le département de la Vina, région de l’Adamaoua. La même année, il est désigné président de la commission communale de campagne du parti au pouvoir, le Rassemblement démocratique du peuple camerounais (Rdpc) dans l'arrondissement de Belel. Il est le président régional de Communes et Villes unies du Cameroun (CVUC) pour l'Adamaoua.